# 正親町実豊
正親町 実豊（おおぎまち さねとよ）は、江戸時代前期の公家。

## 経歴
正親町季俊（正四位上参議）の子。母は木村勝盛（従五位下越前守）の娘。元和7年（1621年）に叙任し、寛永10年（1633年）に元服のうえ、従五位上侍従に昇進した。その後、右近衛少将、右近衛中将、蔵人頭などを歴任し、正保元年（1644年）に参議となり、公卿に列する。その後、中納言をへて、明暦2年（1656年）に従二位権大納言となるが、万治元年（1658年）には辞した。寛文4年（1664年）から寛文10年（1670年）の間には武家伝奏役をつとめた。実豊は霊元天皇の教育係であった三条西実教から和歌や有職故実の教授を受けていたことから、行動を伴にすることが多かった。だが、天皇が成長するにつれて後水尾法皇や江戸幕府の信任が厚い実教や彼と結ぶ実豊を疎んじるようになり、また公家たちの間でも彼らの勢力拡大を危惧する動きが現れた。このため、寛文9年（1669年）に入ると天皇の命を受けた小倉実起・久我広通らが実教や実豊の排除を求めて、後水尾法皇や京都所司代板倉重矩に働きかけを行った。この時は板倉や中院通茂の説得で天皇も一旦は退いたものの、このことがきっかけとなって、実教は蟄居を命じられ、実豊も翌年には武家伝奏を更迭された。更に後水尾法皇崩御後に霊元天皇が親政を開始すると、実豊は親幕派と睨まれ、天和3年（1683年）より蟄居を命じられた。その後、天皇の譲位とともに赦免された。元禄16年（1703年）に薨去。享年85。家督は子の正親町公通が継いだ。娘に柳沢吉保の側室正親町町子がいる。

## 系譜
- 父：正親町季俊
- 母：木村勝盛の娘
- 妻：藤谷為賢の娘
  - 男子：正親町公通（1653-1733）　
  - 男子：正親町公綱
  - 男子：正親町公廉
  - 男子：正親町季親
  - 男子：承頥
  - 男子：中山篤親（1656-1716）　
  - 男子：賢証
  - 女子：栴檀院 - 松平頼豊室
  - 女子：久子 - 中川久忠室
  - 女子：町子（1676-1724） - 柳沢吉保側室